# ATP Challenger Guangzhou
L'ATP Challenger Guangzhou è un torneo di tennis che si gioca a Canton (Guangzhou) in Cina dal 2008. L'evento fa parte dell'ATP Challenger Tour e si disputa sui campi in cemento del Guangzhou International Tennis Centre.

## Albo d'oro

### Singolare
| Anno       | Campione            | Finalista            | Punteggio        |
| ---------- | ------------------- | -------------------- | ---------------- |
| 2025       | Térence Atmane (2)  | Tristan Schoolkate   | 6–3, 7–6(4)      |
| 2024       | Tristan Schoolkate  | Adam Walton          | 6–3, 3–6, 6–3    |
| 2023       | Térence Atmane (1)  | Marc Polmans         | 4–6, 7–6(7), 6–4 |
| 2022- 2017 | Non disputato       | Non disputato        | Non disputato    |
| 2016       | Nikoloz Basilašvili | Lukáš Lacko          | 6–1, 6(6)–7, 7–5 |
| 2015       | Kimmer Coppejans    | Roberto Marcora      | 7–6(6), 5–7, 6–1 |
| 2014       | Blaž Rola           | Yūichi Sugita        | 6(4)–7, 6–4, 6–3 |
| 2013- 2012 | Non disputato       | Non disputato        | Non disputato    |
| 2011       | Uladzimir Ihnacik   | Aleksandr Kudrjavcev | 6–4, 6–4         |
| 2010- 2009 | Non disputato       | Non disputato        | Non disputato    |
| 2008       | Björn Rehnquist     | Danai Udomchoke      | 2–6, 7–6(4), 6–2 |

### Doppio
| Anno       | Campioni                                     | Finalisti                             | Punteggio           |
| ---------- | -------------------------------------------- | ------------------------------------- | ------------------- |
| 2025       | Ray Ho Matthew Romios                        | Vasil Kirkov Bart Stevens             | 6–3, 6–4            |
| 2024       | Blake Ellis Tristan Schoolkate               | Nam Ji-sung Patrik Niklas-Salminen    | 6–2, 6(4)–7, [10–4] |
| 2023       | Antoine Bellier Luca Castelnuovo             | Ray Ho Matthew Romios                 | 6–3, 7–6(5)         |
| 2022- 2017 | Non disputato                                | Non disputato                         | Non disputato       |
| 2016       | Alexander Kudryavtsev (2) Denys Molčanov     | Sanchai Ratiwatana Sonchat Ratiwatana | 6–2, 6–2            |
| 2015       | Daniel Muñoz de la Nava Oleksandr Nedovjesov | Fabrice Martin Purav Raja             | 6–2, 7–5            |
| 2014       | Sanchai Ratiwatana Sonchat Ratiwatana        | Lee Hsin-han Amir Weintraub           | 6–2, 6–4            |
| 2013- 2012 | Non disputato                                | Non disputato                         | Non disputato       |
| 2011       | Michail Elgin Aleksandr Kudrjavcev (1)       | Sanchai Ratiwatana Sonchat Ratiwatana | 7–6(3), 6–3         |
| 2010- 2009 | Non disputato                                | Non disputato                         | Non disputato       |
| 2008       | Xin-Yuan Yu Zeng Shaoxuan                    | Phillip King Danai Udomchoke          | 1–6, 6–3, [10–5]    |